# 타이난 공항
타이난 공항(중국어 정체자: 臺南機場, 영어: Tainan Airport)은 중화민국 타이난시 난구에 위치하는 공항이다. 중화민국 공군 제 443 전술 전투기 연대에 의해 관리되고 있다.

## 운항 노선
| 항공사      | 목적지          |
| ----------- | --------------- |
| 유니 항공   | 펑후, 킨멘      |
| 비엣젯 항공 | 떤선녓 국제공항 |

## 같이 보기
- 중화민국 교통부
- 대만의 공항 목록